# Альфонс Анри, граф д’Аркур
Альфонс Анри Шарль Лотарингский (фр. Alphonse Henri Charles de Lorraine; 14 августа 1648, Франция — 19 января 1719, Франция) — французский аристократ, граф д’Аркур (1694—1718), член рода Гизов, младшей линии Лотарингского дома.

## Биография
Второй сын Франсуа Луи Лотарингского (1623—1694), графа д’Аркура, и Анны д’Орнано (ум. 1695), графини де Монлор и маркизы де Мобек.
Его старший брат Франсуа де Лоррен, бастард д’Аркур, был незаконнорождённым, он был рождён до брака родителей. Франсуа не мог унаследовать отцовские титулы и земли.
Таким образом, в июне 1694 года после смерти отца Альфонс Анри стал новым графом д’Аркуром. Также именовался принцем д’Аркур.

## Брак и дети
В возрасте 18 лет 21 февраля 1667 года в Париже он женился на Марии Франсуазе де Бранкас (ум. 1715), маркизе де Мобек. Франсуаза была старшей из двух дочерей Шарля де Бранкса (1618—1681), маркиза де Мобека, и Сюзанны Гарнье (ум. 1685). Её сестра Мария де Бранкас (1661—1731) вышла замуж за Людовика I де Бранкаса, герцога де Виллара.
Супруги имели троих детей, двух сыновей и дочь:
- Сюзанна Лотарингская, мадемуазель д’Аркур (16 октября 1668 — январь 1671), умерла в детстве
- Анн Мария Жозеф Лотарингский (30 апреля 1679 — 29 апреля 1739), принц де Гиз и граф де д’Аркур
- Франсуа Мария Лотарингский (10 августа 1686 — 1706), граф де Мобек, погиб в Гвасталле во время Войны за испанское наследство.

Альфонс Анри Лотарингский скончался в возрасте 70 лет в период регентства герцога Филиппа Орлеанского.